# Bazzania citharodes
Bazzania citharodes là một loài Rêu trong họ Lepidoziaceae. Loài này được D. Meagher mô tả khoa học đầu tiên năm 2008.